# Saurauia singalangensis
Saurauia singalangensis är en tvåhjärtbladig växtart som beskrevs av Pieter Willem Korthals. Saurauia singalangensis ingår i släktet Saurauia och familjen Actinidiaceae. Inga underarter finns listade i Catalogue of Life.